# Microspathodon
Microspathodon – rodzaj morskich ryb okoniokształtnych z rodziny garbikowatych. Niektóre gatunki hodowane w akwariach morskich.

## Klasyfikacja
Gatunki zaliczane do tego rodzaju:
- Microspathodon bairdii
- Microspathodon chrysurus
- Microspathodon dorsalis
- Microspathodon frontatus